# Sint-Lambertuskerk (De Weere)
De Sint-Lambertuskerk is een rooms-katholieke kerk aan de Driestedenweg 1 in De Weere.
De kerk is in feite de opvolger (in katholieke zin) van de kerk van het naburige dorp Lambertschaag, tevens gewijd aan Sint Lambertus. Deze kerk ging tijdens de Reformatie over naar protestantse handen, waarbij hierna door de katholieken schuilkerken moesten gebruiken. In 1816 werd de schuilkerk vervangen door een echte kerk, gelegen op de plek van de huidige kerk. Deze kerk werd vergroot in 1854.
De huidige kerk werd in 1905-1907 gebouwd. Architect Nicolaas Molenaar sr. ontwierp een driebeukige kerk in neogotische stijl. De kerk werd op 6 mei 1907 ingewijd. Bij een grote brand in 1963 raakte de kerk zwaar beschadigd en ging een deel van het interieur verloren. De kerk werd geheel gerestaureerd.
Het schip heeft zes traveeën, met een vijfzijdig priesterkoor. Aan de voorzijde staat de toren met naaldspits. Binnen wordt het middenschip overdekt door een houten tongewelf, de zijbeuken worden overdekt door stenen kruisribgewelven.
De kerk wordt tot op heden gebruikt door de parochie Sint-Jans Geboorte. Het kerkgebouw, de pastorie uit 1850 en het hekwerk voor de kerk zijn rijksmonumenten.

## Bron
- Beschrijving Rijksdienst voor het Cultureel Erfgoed
- Website parochie